# Epipontonia
Epipontonia is een geslacht van kreeftachtigen uit de klasse van de Malacostraca (hogere kreeftachtigen).

## Soorten
- Epipontonia anceps Bruce, 1983
- Epipontonia hainanensis Li, 1999
- Epipontonia spongicola Bruce, 1977
- Epipontonia tahitiensis Bruce, 2004